# Polyphida modesta
Polyphida modesta es una especie de escarabajo longicornio del género Polyphida, tribu Glaucytini, orden Coleoptera. Fue descrita científicamente por Gahan en 1906.

## Descripción
Mide 9-11,5 milímetros de longitud.

## Distribución
Se distribuye por Indonesia y Malasia.